# Montelaimar
Montelaimar (nom occità) o Lo Montelaimar (en francès i oficialment Montélimar) és una ciutat de França situat al departament de la Droma i a la regió d'Alvèrnia-Roine-Alps, a la vora del Roine. Pertany a la regió històrica del Delfinat. Tenia 35.988 habitants el 2009.
La ciutat és cèlebre per la seva producció tradicional del torró de Montelaimar i per ser una de les ciutats més càlides de França.

## Geografia
Montelimar està situat al centre de la vall del Roine, a la confluència dels rius Jabron i Robion, sobre els promontoris de Gery i de Narbonne, des d'on es controla una part de tota la plana de la vall del Roine.
És una ciutat turística situada a la porta d'entrada a la Provença, a prop de les goles de l'Ardèche, als peus de les muntanyes alpins del Vercors.
Montelimar, tot i ser una de les principals ciutats de la regió del Delfinat, és considerada la porta nord de la Provença. El seu ecosistema és una barreja de les regions del Delfinat i de la Provença.

## Personatges il·lustres
- Beatriu de Dia (1175-1225), coneguda com a Comtessa de Dia, trobairitz.
- Barthélemy Faujas de Saint-Fond (1741-1819), geòleg.
- Louis Claude de Saulces de Freycinet (1779-1842), navegant, explorador i geògraf.
- Émile Loubet (1838-1929), alcalde de Montelaimar (1870-1877, 1878-1899) i president de França (1899-1906).
- Louis Deschamps (1846-1902), pintor.

## Ciutats/Pobles agermanats
- — Aberdâr, Gal·les
- — Managua, Nicaragua
- — Racine (Wisconsin), Estats Units
- — Ravensburg, Alemanya